# Gospodarka w Mińsku Mazowieckim
Gospodarka w Mińsku Mazowieckim – Mińsk Mazowiecki jest lokalnym, a w pewnych dziedzinach także ponadlokalnym, ośrodkiem gospodarczym.
ZNTK „Mińsk Mazowiecki” jest jednym z 4 największych zakładów produkujących i obsługujących tabor kolejowy. Drugi z nich (Stadler Polska) znajduje się w sąsiednich Siedlcach, co czyni obszar byłego woj. siedleckiego głównym „zagłębiem” kolejowym w kraju.

## Struktura podmiotów gospodarczych
Klasyfikacja przedsiębiorstw według Polskiej Klasyfikacji Działalności, w oparciu o dane Głównego Urzędu Statystycznego.
| Typ działalności | Sektor publiczny | Sektor prywatny | Razem |
| --- | ---------------- | --------------- | ----- |
| Rolnictwo, łowiectwo i myślistwo                                                                                    | 1                | 20              | 21    |
| Rybactwo | 0                | 0               | 0     |
| Górnictwo | 0                | 4               | 4     |
| Przetwórstwo przemysłowe                                                                                            | 0                | 393             | 393   |
| Wytwarzanie i zaopatrywanie w energię elektryczną, gaz, wodę                                                        | 3                | 3               | 6     |
| Budownictwo | 1                | 497             | 498   |
| Handel hurtowy i detaliczny; naprawa pojazdów samochodowych, motocykli oraz artykułów użytku osobistego i domowego  | 1                | 1339            | 1340  |
| Hotele i restauracje                                                                                                | 2                | 89              | 91    |
| Transport, gospodarka magazynowa i łączność                                                                         | 3                | 270             | 273   |
| Pośrednictwo finansowe                                                                                              | 0                | 140             | 140   |
| Obsługa nieruchomości, wynajem i usługi związane z prowadzeniem działalności gospodarczej                           | 43               | 587             | 630   |
| Administracja publiczna i obrona narodowa; obowiązkowe ubezpieczenia społeczne i powszechne ubezpieczenia zdrowotne | 18               | 3               | 21    |
| Edukacja | 52               | 90              | 142   |
| Ochrona zdrowia i pomoc społeczna                                                                                   | 6                | 192             | 198   |
| Działalność usługowa komunalna, społeczna i indywidualna, pozostała                                                 | 6                | 240             | 246   |
| Gospodarstwa domowe zatrudniające pracowników                                                                       | 0                | 0               | 0     |
| Organizacje i zespoły eksterytorialne                                                                               | 0                | 0               | 0     |
| Razem | 136              | 3867            | 4003  |
| Razem (%) | 3,3%             | 96,6%           |       |
| Typ działalności | Sektor publiczny | Sektor prywatny | Razem |

## Handel

### Sklepy

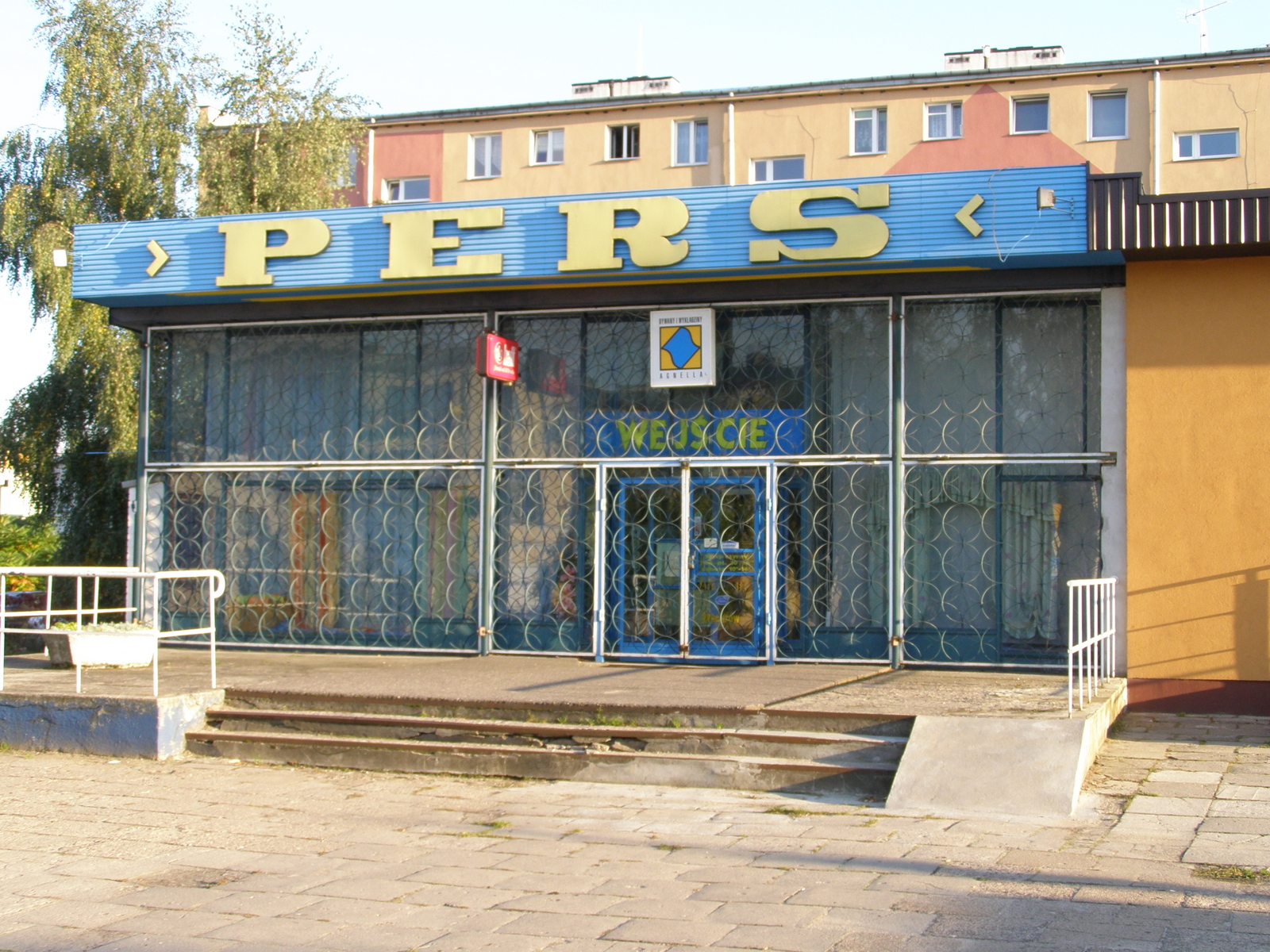
Jeden z najstarszych działających sklepów w Mińsku

W sąsiadujących z Mińskiem Stojadłach znajduje się „Centrum Handlowe Carrefour Mińsk Mazowiecki”.

### Targowisko
Targowisko Miejskie funkcjonuje między ul. 11 Listopada, Chełmońskiego, Topolową i Targową. Do połowy 2007 roku istniało także targowisko Gminnej Spółdzielni „Samopomoc Chłopska”. Nie prowadzi się handlu otwartego na historycznych rynkach (Stary Rynek – Mińsk, Plac Kilińskiego – Sendomierz, Plac Lotników – Górki).

## Usługi

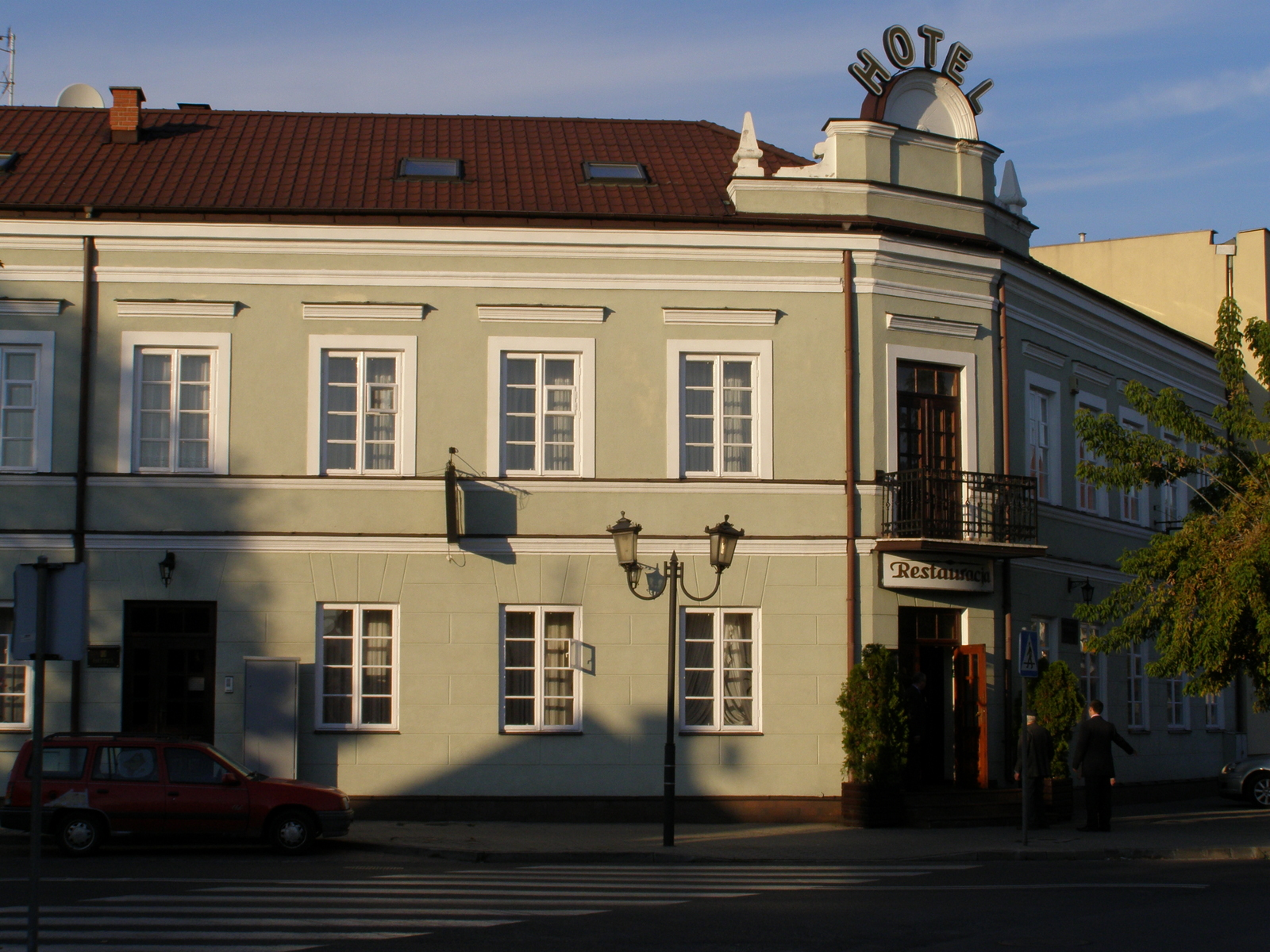
Hotel – Restauracja „Stylowa”

Baza noclegowa liczy ogółem 52 pokoje w trzech hotelach (Partner, Stylowa, Zajazd). Około 100 kolejnych znajduje się wokół miasta.
W Mińsku swoją siedzibę ma przedsiębiorstwo PKS w Mińsku Mazowieckim obsługujące przewozy autobusowe.

## Przemysł

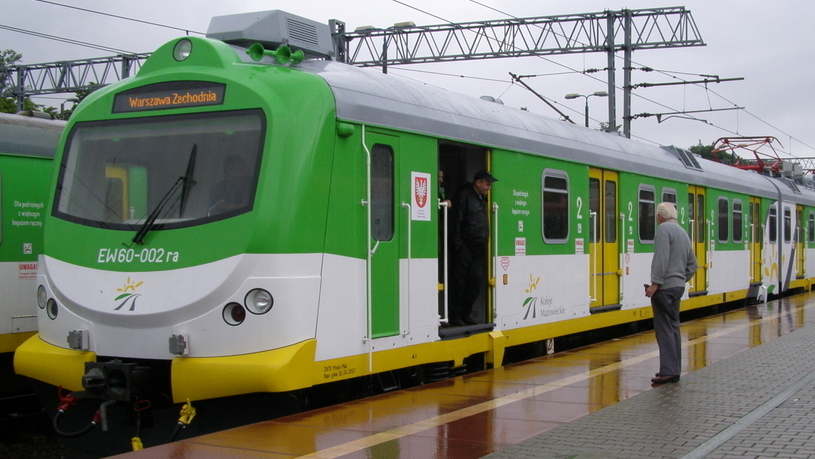
EZT EW60-002 zmodernizowany w ZNTK „Mińsk Mazowiecki”

- Zakłady Naprawcze Taboru Kolejowego „Mińsk Mazowiecki” S.A.